# 拉克鲁瓦孔泰斯
拉克鲁瓦孔泰斯（法語：La Croix-Comtesse，法語發音：[la kʁwa kɔ̃tɛs]）是法国滨海夏朗德省的一个市镇，位于该省东北部，属于圣让当热利区。

## 地理
拉克鲁瓦孔泰斯（46°4'39"N, 0°29'46"W）面积2.62 平方千米，位于法国新阿基坦大区滨海夏朗德省，该省份为法国西部滨海省份，北起旺代省，西临大西洋，南至吉倫特省，东南接多爾多涅省，东北接德塞夫勒省接壤，东临夏朗德省。
与拉克鲁瓦孔泰斯接壤的市镇（或旧市镇、城区）包括：夸韦尔、韦尔涅、孔泰斯新城。

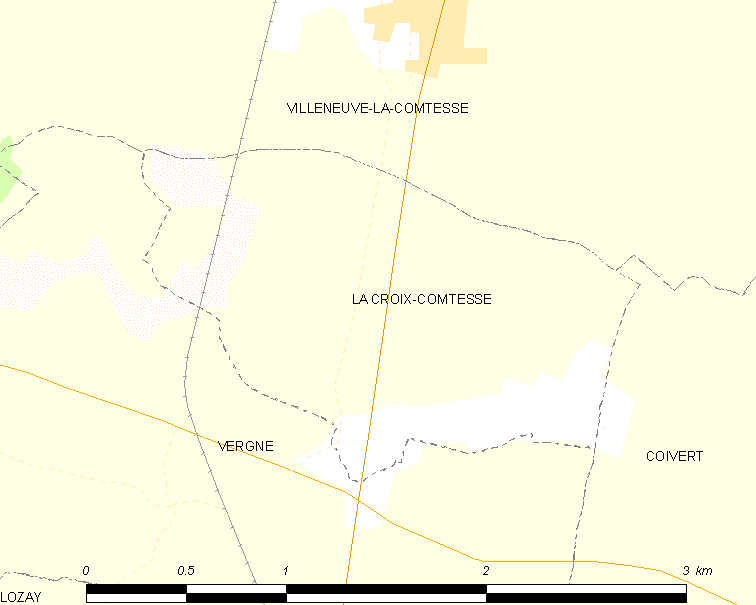
拉克鲁瓦孔泰斯的OSM定位图

拉克鲁瓦孔泰斯的时区为UTC+01:00、UTC+02:00（夏令时）。

## 行政
拉克鲁瓦孔泰斯的邮政编码为17330，INSEE市镇编码为17137。

## 政治
拉克鲁瓦孔泰斯所属的省级选区为圣让当热利县。

## 人口

1962-2008年间拉克鲁瓦孔泰斯人口变化图示

拉克鲁瓦孔泰斯于2022年1月1日时的人口数量为223人。